# Лейк-Містик (Флорида)
Лейк-Містик (англ. Lake Mystic) — переписна місцевість (CDP) в США, в окрузі Ліберті штату Флорида. Населення — 510 осіб (2020).

## Географія
Лейк-Містик розташований за координатами 30°23′29″ пн. ш. 84°59′29″ зх. д. / 30.39139° пн. ш. 84.99139° зх. д. (30.391490, -84.991406).  За даними Бюро перепису населення США в 2010 році переписна місцевість мала площу 12,19 км², з яких 11,75 км² — суходіл та 0,44 км² — водойми.

## Демографія
Згідно з переписом 2010 року, у переписній місцевості мешкало 500 осіб у 194 домогосподарствах у складі 145 родин. Густота населення становила 41 особа/км².  Було 267 помешкань (22/км²).
Расовий склад населення:
| - 91,4 % — білих - 3,8 % — корінних американців - 3,8 % — чорних або афроамериканців |

До двох чи більше рас належало 0,8 %. Частка іспаномовних становила 2,6 % від усіх жителів.
За віковим діапазоном населення розподілялося таким чином: 25,8 % — особи молодші 18 років, 61,8 % — особи у віці 18—64 років, 12,4 % — особи у віці 65 років та старші. Медіана віку мешканця становила 39,4 року. На 100 осіб жіночої статі у переписній місцевості припадало 107,5 чоловіків;  на 100 жінок у віці від 18 років та старших — 91,2 чоловіків також старших 18 років.
Середній дохід на одне домашнє господарство  становив 67 019 доларів США (медіана — 59 844), а середній дохід на одну сім'ю — 71 728 доларів (медіана — 68 214). Медіана доходів становила 32 083 долари для чоловіків та 44 464 долари для жінок. За межею бідності перебувало 9,7 % осіб, у тому числі 19,7 % дітей у віці до 18 років та 0,0 % осіб у віці 65 років та старших.
Цивільне працевлаштоване населення становило 183 особи. Основні галузі зайнятості: сільське господарство, лісництво, риболовля — 37,7 %, публічна адміністрація — 30,6 %, фінанси, страхування та нерухомість — 17,5 %, освіта, охорона здоров'я та соціальна допомога — 9,8 %.